# Portage County (Wisconsin)
Das Portage County ist ein County im US-amerikanischen Bundesstaat Wisconsin. Im Jahr 2020 hatte das County 70.377 Einwohner und eine Bevölkerungsdichte von 33,7 Einwohnern pro Quadratkilometer. Der Verwaltungssitz (County Seat) ist Stevens Point, das nach George Stevens, einem frühen Siedler in diesem Gebiet, benannt wurde.

## Geografie
Das County liegt leicht östlich des geografischen Zentrums von Wisconsin und hat eine Fläche von 2131 Quadratkilometern, wovon 43 Quadratkilometer Wasserfläche sind.
Das County wird vom Wisconsin River durchflossen, einem linken Nebenfluss des Mississippi. Der größte Nebenfluss des Wisconsin River innerhalb des Countys ist der Plover River.
An das Portage County grenzen folgende Nachbarcountys:
|              | Marathon County | Shawano County  |
| Wood County  |                 | Waupaca County  |
| Adams County |                 | Waushara County |

## Geschichte
Das Portage County wurde am 7. Dezember 1836 aus Teilen des Brown County, Crawford County, Iowa County und Milwaukee County gebildet. Benannt wurde es nach Wasserscheide (französisch: Portage – Übergang) zwischen dem Fox River und dem Wisconsin River.

## Bevölkerung
Nach der Volkszählung im Jahr 2010 lebten im Portage County 70.433 Menschen in 27.982 Haushalten. Die Bevölkerungsdichte betrug 33,5 Einwohner pro Quadratkilometer. In den 27.982 Haushalten lebten statistisch je 2.38 Personen.
Ethnisch betrachtet setzte sich die Bevölkerung zusammen aus 94,9 Prozent Weißen, 0,7 Prozent Afroamerikanern, 0,4 Prozent amerikanischen Ureinwohnern, 2,8 Prozent Asiaten sowie aus anderen ethnischen Gruppen; 1,2 Prozent stammten von zwei oder mehr Ethnien ab. Unabhängig von der ethnischen Zugehörigkeit waren 2,9 Prozent der Bevölkerung spanischer oder lateinamerikanischer Abstammung.
20,1 Prozent der Bevölkerung waren unter 18 Jahre alt, 66,2 Prozent waren zwischen 18 und 64 und 13,7 Prozent waren 65 Jahre oder älter. 49,9 Prozent der Bevölkerung war weiblich.

Das jährliche Durchschnittseinkommen eines Haushalts lag bei 51.422 USD. Das Pro-Kopf-Einkommen betrug 25.208 USD. 13,5 Prozent der Einwohner lebten unterhalb der Armutsgrenze.

## Ortschaften im Portage County
City
- Stevens Point

Villages
| - Almond - Amherst - Amherst Junction - Junction City | - Milladore1 - Nelsonville - Park Ridge - Plover | - Rosholt - Whiting |

Census-designated places (CDP)
- Bancroft
- Polonia

Andere Unincorporated Communities
| - Alban - Arnott - Badger - Blaine - Casimir - Coddington - Custer | - Dopp - Ellis - Esker - Fancher - Garfield - Heffron - Jordan | - Keene - Kellner1 - Little Waupon - Meehan - Mill Creek Community - New Hope - North Star | - Peru - Rocky Run - Stockton - Torun - West Almond - West Bancroft |

1 – teilweise im Wood County

## Gliederung
Das Portage County ist neben der City of Stevens Point und den zehn Villages in 17 Towns eingeteilt:
| Town                | Einwohner (2010) | FIPS     |
| ------------------- | ---------------- | -------- |
| Town of Alban       | 885              | 55-00725 |
| Town of Almond      | 680              | 55-01425 |
| Town of Amherst     | 1325             | 55-01775 |
| Town of Belmont     | 616              | 55-06475 |
| Town of Buena Vista | 1198             | 55-10925 |
| Town of Carson      | 1305             | 55-12725 |
| Town of Dewey       | 932              | 55-19975 |
| Town of Eau Pleine  | 908              | 55-22450 |
| Town of Grant       | 1906             | 55-30350 |

| Town               | Einwohner (2010) | FIPS     |
| ------------------ | ---------------- | -------- |
| Town of Hull       | 5346             | 55-36350 |
| Town of Lanark     | 1527             | 55-42225 |
| Town of Linwood    | 1121             | 55-44800 |
| Town of New Hope   | 718              | 55-56850 |
| Town of Pine Grove | 937              | 55-62825 |
| Town of Plover     | 1701             | 55-63550 |
| Town of Sharon     | 1982             | 55-72850 |
| Town of Stockton   | 2917             | 55-77537 |